# 沃纳·林德
沃纳·林德（英語：Werner Linde，1944年10月13日—），澳大利亚男子篮球运动员。他随国家队参加了1964年夏季奥林匹克运动会男子篮球比赛，最终队伍获得第九名。